# Yonghe, Huangpu
Yonghe (kinesiska: 永和) är ett stadsdelsdistrikt (jiedao) i sydöstra Kina. Det ligger i stadsdistriktet Huangpu i provinshuvudstaden Guangzhou i provinsen Guangdong,  omkring 33 kilometer öster om centrala Guangzhou. Antalet invånare är 55 044. Befolkningen består av 22 424 kvinnor och 32 620 män. Barn under 15 år utgör 6,0 %, vuxna 15-64 år 91 %, och äldre över 65 år 1,0 %.